# مولادي أودوغوف
مولادي سعيد عربيفيتش أودوغوف  النائب الأول لرئيس الوزراء الشيشاني ومسؤول الدعاية عن القضية الشيشانية خلال الحرب الشيشانية الأولى.
ولد أودوغوف في غيرمنشوك بمقاطعة شالينسكي، الشيشان في 9 فبراير 1962. وهو شخصية مثيرة للجدل، لا سيما في لأفكاره الأصولية الإسلامية التي لا يشاركه فيها عامة الشعب الشيشاني، كما أنه من المؤيدين لإمارة القوقاز الإسلامية، ويعارض فكرة استقلال دولة الشيشان، إلا في إطار دولة إسلامية تشمل معظم شمال القوقاز يحكمها الشريعة الإسلامية.